# Villanterio
Villanterio (Vilantè in dialetto pavese) è un comune italiano di 3 402 abitanti della provincia di Pavia in Lombardia. Si trova nel Pavese orientale, esteso sulle due rive del Lambro meridionale, ai confini con la provincia di Lodi.

## Origine del nome

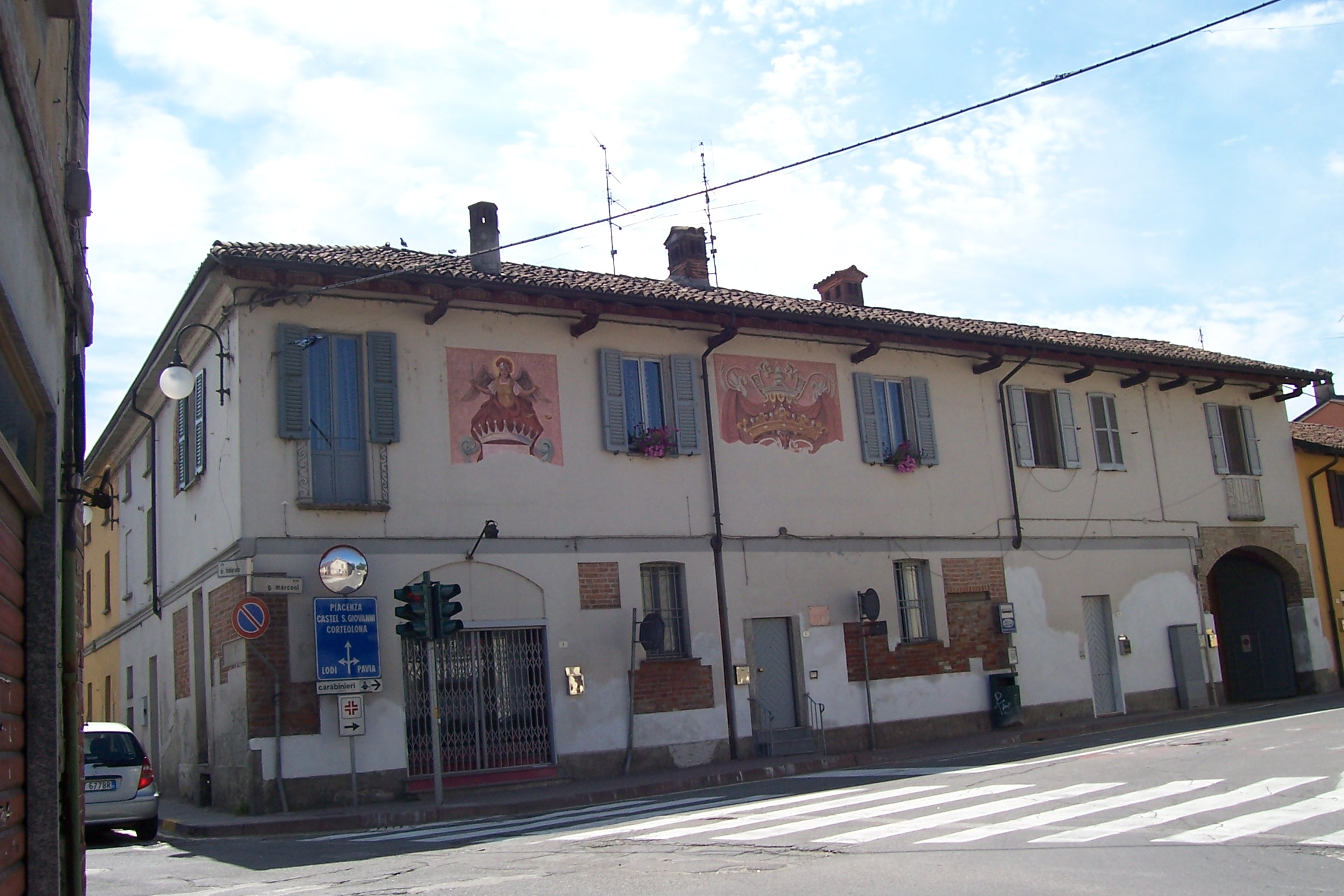
La casa degli affreschi a Villanterio

Il toponimo "Villanterio" deriva probabilmente da Villa Lanterii, letteralmente “il villaggio di Lanterio”. Questa forma è attestata, per esempio, in un diploma dell'imperatore Federico I del 8 agosto 1164 (Bonetta Ms A III 26), nell’elenco dei luoghi su cui i pavesi hanno diritto alle “regalie”. Successivamente viene confermata la dipendenza di questa località da Pavia con il diploma di Enrico VI emanato a Milano da Enrico VI il 29 novembre 1191 (ASCPv pergamene comunali n. 40) con la denominazione Villa Lanteri, con cui si concede la protezione imperiale a Robaldo Lanterio de Villa.
Il nome Lanterio ha con ogni probabilità un'origine germanica. Sia i Longobardi sia i Franchi introdussero nella penisola italiana una ricca tradizione onomastica. Il nome potrebbe derivare da forme come Lantherius o Lantharius, in cui il prefisso lan- potrebbe risalire a landa, con il significato di “terra” o “regione” — ma che, nel contesto germanico, poteva anche suggerire un’idea di protezione o possesso. Il suffisso -terio (o -tharius) è invece riconducibile a heri o hari, termini germanici per “esercito” o “guerriero”, frequentemente presenti in nomi propri legati al mondo militare e all’autorità.

## Storia
I primi documenti della storia di Villanterio sono i già citati diplomi di Federico I (del 8 agosto 1164) e di Enrico VI (29 novembre 1191). Prima di questi documenti, non c'è traccia storica che trova riscontro nelle fonti d'archivio o in ricerche archeologiche. Della storia documentata di Villanterio si può parlare con certezza a partire dal 12 giugno 1207, quando la signoria sul paese passò sotto il controllo del monastero di San Pietro in Ciel d’Oro di Pavia. Lo attesta un atto rogato dal notaio Ottone Michele di Pavia. Una conferma di tale trasferimento si trova in un successivo documento, datato 28 dicembre 1212 e redatto dal notaio Pietro, in cui si riconosce all’Abate il possesso (dominium) del castello, della curia e della villa ceduti dalla famiglia de Villa, antica casata della nobiltà locale.
Il 25 febbraio 1260, il monastero di San Pietro in Ciel d’Oro subinfeudò Villanterio a Lanterio de Villa, forse discendente degli antichi signori locali (ASMi, FR p. a., cart. 6080). In seguito, la signoria passò con ogni probabilità per via ereditaria ai conti Schiaffinati.  
Tra il 15 novembre 1382 e il 6 marzo 1383, un atto rogato dal notaio Stefano Panizzardi registra l’investitura, da parte dell’abate del monastero, di una famiglia locale che assunse il nome di Capitanei di Villanterio. Il termine 'capitanei' indicava, in origine, coloro che ricevevano un beneficio feudale diretto dal sovrano (feudatari in capite). I Capitanei di Villanterio esercitavano diritti sulle attività agricole e sulla pesca, nonché sul passaggio lungo il Lambro meridionale. A loro spettava anche il compito di offrire protezione alla popolazione in caso di conflitto.  
Estinta la linea maschile dei Capitanei di Villanterio, sopravvisse solo la nobile Argentina, andata in sposa al nobile Paolo Lonati di Pavia. I monaci di San Pietro in Ciel d'Oro investirono allora i Lonati del feudo di Villanterio con atto rogato dal notaio Agostino Baracchi il 9 novembre 1442.  
Successivamente, il 6 novembre 1538, Giovanni Angelo Rizzi, segretario di camera del Duca di Milano Francesco II Sforza e cancelliere del consiglio segreto di Milano, acquistò dalla camera imperiale di Carlo V la giurisdizione feudale di Villanterio, con atto del notaio Giuliano Pessina.
Tra il 1540 e il 1547, Rizzi acquistò l'intero castello di Villanterio, fino ad allora suddiviso tra varie famiglie nobiliari pavesi, e ne avviò il restauro e l'ampliamento. Fece costruire un grande salone al piano nobile e altre cinque sale consecutive, tutte con volte monumentali e pareti interamente affrescate, giunte fino ai nostri giorni.
Nel contesto di questa storia feudale e nobiliare, va considerata anche l’organizzazione delle comunità rurali delle campagne pavesi. Queste erano di modeste dimensioni demografiche e si reggevano su consuetudini locali. Il consiglio generale dei capifamiglia si riuniva annualmente, delegando la gestione a pochi deputati incaricati di nominare i funzionari locali: console e cancelliere. Il primo si occupava della giustizia locale, il secondo della contabilità. I comuni più grandi avevano anche un podestà, spesso nominato dalla signoria o dallo stato.
A Villanterio, l’organizzazione comunale è attestata già nel 1414, quando Filippo Maria Visconti, con lettera datata 5 giugno, concesse ai suoi abitanti numerosi privilegi, confermando i diritti di esenzione e stabilendo la forma del governo locale. Nobili e popolani dovevano eleggere sei "probi viri", uno dei quali sarebbe stato nominato podestà.
Nel 1452, Villanterio appare negli "Statuta Stratarum" come capo di vicariato.
Nel 1667, l’ultimo discendente diretto dei Rizzi lasciò il castello in eredità al conte Galeazzo Attendolo Bolognini. Da quel momento il complesso andò incontro a una progressiva decadenza, fino a essere adibito a usi diversi, tra cui l’abitazione di fittavoli. Nel 1876, il Comune di Villanterio acquistò ciò che restava del castello dai Bolognini per adibirlo a scuola elementare, uffici municipali e alloggio del segretario comunale.
I diritti feudali su Villanterio detenuti dai Rizzi passarono per eredità al nobile Maurizio Vitali, dando origine alla famiglia Vitali-Rizzi, come attestato dal giuramento di fedeltà prestato il 15 luglio 1739. 
Dalle "Risposte ai 45 quesiti" del 21 gennaio 1751 risulta che la comunità era infeudata a Giuseppe Rizzi, che percepiva 61 lire annue, e che la giustizia era amministrata da un podestà feudale. Oltre al consiglio generale, operava un consiglio particolare composto da 20 membri: tre deputati (compresi i civilisti), quattro estimati, dodici consiglieri e il cancelliere salariato. Il console, eletto a maggioranza da una lista di otto persone, giurava nel pretorio di Pavia. Villanterio aveva allora una popolazione di 1790 anime e un rappresentante stabile a Milano: Pietro Francesco Bassano.
La struttura amministrativa delle comunità pavesi rimase sostanzialmente invariata nei secoli, consolidandosi con l’adesione dello stato di Milano ai domini di Carlo V e proseguendo fino all’epoca teresiana. Le comunità si reggevano su statuti propri e su una combinazione di consuetudini locali e legislazione sovrana, mantenendo una relativa autonomia fino alle riforme del XVIII secolo. 
L’ultimo discendente diretto della famiglia, Giuseppe Vitali-Rizzi, sposò Amalia Carena, figlia di Alessandro Carena e di Isabella Manfredi Pardo Della Casta. Rimasta vedova, Amalia contrasse un secondo matrimonio con Lino Meriggi.
Lino, figlio di Aureliano Meriggi, alla morte del padre nel 1858 fu affidato a un parente, Carlo Bonetta, figlio di Alessandro, dal quale ereditò in seguito le carte di famiglia. Alla morte della prima moglie, Lino ereditò anche le carte delle famiglie Carena, Vitali e Rizzi, pervenute ad Amalia tramite il primo matrimonio. Così la famiglia Meriggi si trovò a raccogliere un vasto patrimonio documentario proveniente da numerose famiglie a essa legate da vincoli di parentela o per passaggi ereditari.
Silvio Meriggi, figlio di Lino e di Sibilla Longhi, trasmise ai figli un imponente archivio che copre un arco cronologico dal 1191 al 1966. Questo archivio costituisce la fonte principale per ricostruire la storia di Villanterio.
Nel 1872 fu unito a Villanterio il comune di Monte Bolognola.

### Simboli
Lo stemma del comune è stato riconosciuto con DCG dell'8 marzo 1928.
Il gonfalone, concesso con DPR del 2 aprile 1990, è un drappo di giallo.

## Società

### Evoluzione demografica
Abitanti censiti

## Infrastrutture e trasporti
Fra il 1884 e il 1934 la località ospitò una fermata della tranvia Pavia-Sant'Angelo Lodigiano.

## Sport
Ha sede nel comune la società di calcio A.S.D. Union Calcio Basso Pavese nata dalla fusione delle società di Villanterio, Magherno e Atletica del Po, che ha disputato campionati dilettantistici regionali.
Dal 2016 ogni anno durante la prima domenica di novembre viene organizzata dal gruppo podistico A.S.D. Tripè di Villanterio la "Marcia del Cigno" che si snoda tra le campagne del paese e la Tenuta Relais Il Cigno. La corsa richiama ogni anno centinaia di podisti da tutte le province.